# NR-13
NR-13 é a Norma Regulamentadora n.º 13 do Ministério do Trabalho e Emprego do Brasil, e tem como objetivo condicionar inspeção de segurança e operação de vasos de pressão, caldeiras e tubulações.
Foi criada em 8 de junho de 1978, sofrendo revisões pela portarias SSMT n.°2, de 8 de maio de 1984, SSMT n.°23, de 27 de dezembro de 1994, pela Portaria SIT n.º 57, de 19 de junho de 2008, pela portaria MTE nº 594 de 28 de Abril de 2014 e mais recentemente pela portaria nº 1.082, de 18 de dezembro de 2018, passando a vigorar sob o título Caldeiras, Vasos de Pressão, Tubulações e Tanques Metálicos de Armazenamento, com a redação constante no Anexo da Portaria.

## Objetivos
A Norma Regulamentadora NR-13 estabelece requisitos mínimos para gestão da integridade  estrutural  de  caldeiras  a  vapor,  vasos  de  pressão,  suas  tubulações  de interligação  e  tanques  metálicos  de  armazenamento  nos  aspectos  relacionados  à instalação,  inspeção,  operação  e  manutenção,  visando  à  segurança  e  à  saúde  dos trabalhadores.

## Conteúdo
- 13.1 Introdução
- 13.2 Campo de Aplicação
- 13.3 Disposições Gerais
- 13.4 Caldeiras
- 13.5 Vasos de Pressão
- 13.6 Tubulações
- 13.7 Tanques Metálicos de Armazenamento
- 13.8 Glossário
- Anexo I - Capacitação de Pessoal.
- Anexo II - Requisitos para Certificação de Serviço Próprio de Inspeção de Equipamentos.
- Anexo III - Certificação Voluntária de Competências do Profissional Habilitado da NR-13.